# Kořenová zelenina

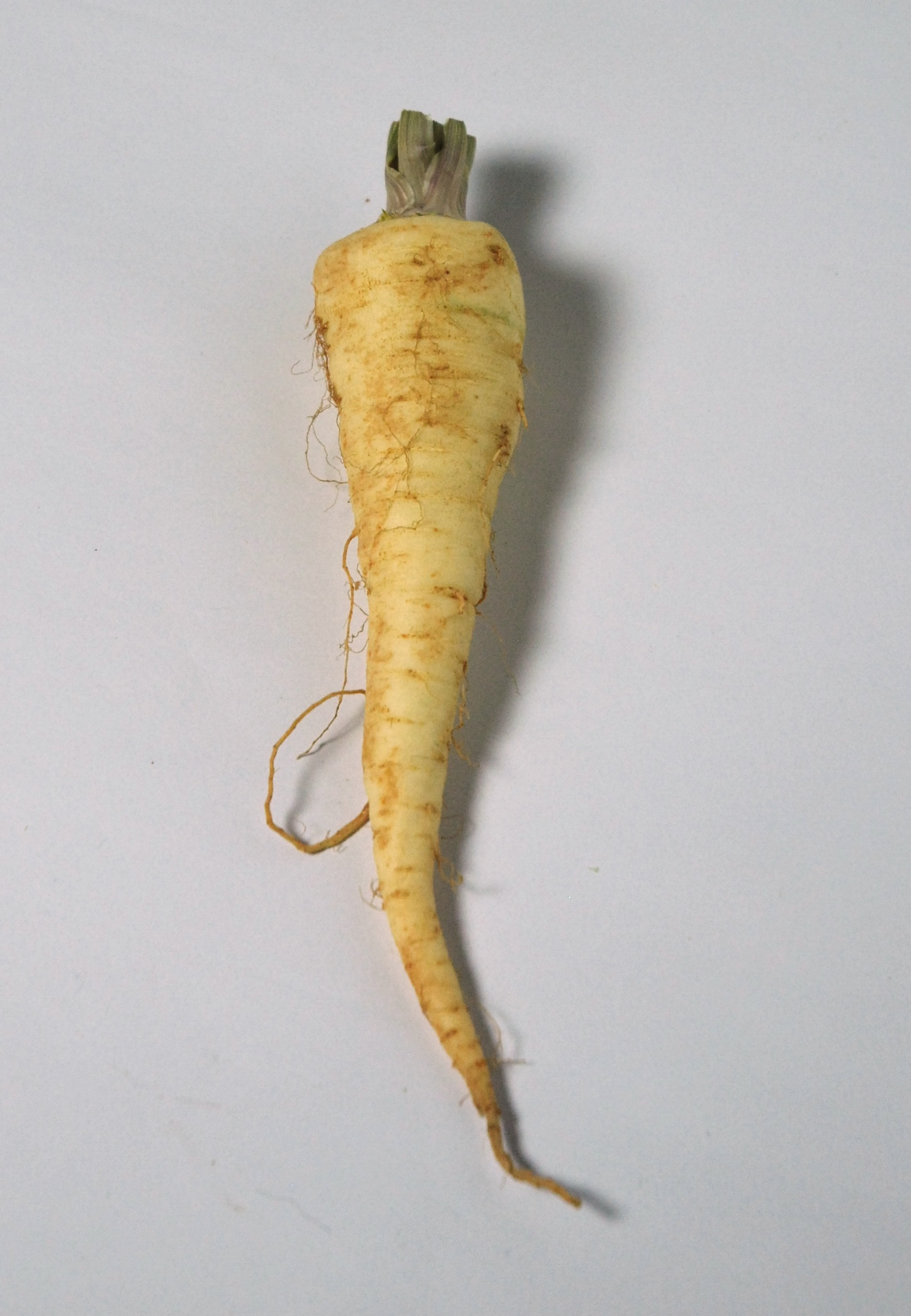
Příkladem kořenové zeleniny je petržel

Kořenová zelenina je zelenina (v nejširším slova smyslu i skupina rostlin) pěstovaná pro své podzemní části – kořeny, hlízy nebo bulvy, které jsou využívané jako potrava či krmivo. Nejznámější a nejrozšířenější kořenovou zeleninou je mrkev, petržel kořenová, křen, atd.

## Popis
Kořenová zelenina je podzemní část rostliny, která se používá jako zelenina. Pěstuje se kvůli kořenům, kořenovým hlízám a bulvám. U některých druhů (petržel, celer) se využívají také listy (nať). Má vysokou dietetickou hodnotu a léčivé účinky na lidský organismus. Patří k nejstarším v Česku pěstovaným druhům zeleniny.
Kořenová zelenina je bohatým zdrojem vitamínů, minerálních látek, vlákniny, éterických olejů a jiných pro člověka důležitých látek. Proto je pro naši výživu nepostradatelná.

## Česko
Kořenová zelenina byla před rozšířením brambor během 19. století důležitou součástí stravy lidových i elitních vrstev. Jan Evangelista Krbec ve svém Malém zelináři z roku 1841 uvádí řepu a mrkev jako nejužitečnější druhy zeleniny hned po zelí, a podle botanika Adama Maurizia vytlačili brambory v evropské kuchyni nejméně čtyřicet druhů kořenové zeleniny. Recept na kolník (tuřín) s kaštany se objevuje u M. D. Rettigové, na konci 19. století se tuřín také připravoval jako slavností, nákladné, jídlo o svátcích a poutích – na másle, se sirupem a kořením včetně šafránu. Kořenová zelenina se často ukládala na zimu do zásoby nebo kvasila, v dobách nouze se s ní nastavoval chléb.

## Druhy kořenové zeleniny
| Zelenina             | Část rostliny                 |
| arracacha            | hlavní kořen                  |
| bulvuška hlíznatá    | hlíza                         |
| canna lily           | oddenek                       |
| cassava              | hlíznatý kořen                |
| celer hlíznatý       | hlavní kořen                  |
| černý kořen          | kořen                         |
| čistec hlíznatý      | hlíza                         |
| jicama               | hlavní kořen                  |
| kozí brada pórolistá | hlavní kořen                  |
| krabilice hlíznatá   | hlíza                         |
| křen                 | hlavní kořen                  |
| kulkas               | kormus                        |
| kurkuma dlouhá       | oddenek                       |
| lilek brambor        | hlíza                         |
| lopuch               | hlavní kořen                  |
| maca                 | hypokotyl                     |
| mashua               | hlíza                         |
| mrkev obecná         | hlavní kořen                  |
| lotosový kořen       | oddenek                       |
| oca                  | hlíza                         |
| pastinák             | hlavní kořen                  |
| petržel kadeřavá     | hlavní kořen                  |
| povíjnice jedlá      | hlíznatý kořen                |
| pupalka dvouletá     | kořen                         |
| ředkvička            | hlavní kořen                  |
| ředkev               | hlavní kořen                  |
| řepa červená         | kořen                         |
| sevlák zeleninový    | kořen                         |
| slunečnice hlíznatá  | hlíza                         |
| šáchor jedlý         | hlíza                         |
| tuřín                | hlavní kořen                  |
| vodnice              | bulva                         |
| ulluco?              | hlíznatý kořen nebo hlíza (?) |
| yacón                | hlíznatý kořen                |
| yam                  | hlíza                         |
| zázvor               | oddenek                       |